# Mother Earth (canción de Within Temptation)
«Mother Earth» es el tercer sencillo del álbum homónimo de la banda de metal sinfónico Within Temptation.

## Sencillo estándar
1. "Mother earth (versión sencillo)" - 4:02
2. "Bittersweet" (non album track) - 3:21

## Maxisencillo
1. "Mother earth (versión sencillo)" - 4:02
2. "Bittersweet" (non album track) - 3:21
3. "Ice queen (acoustic version 2002 - Isabelle 3FM)" - 3:50
4. "Mother earth (live 013 Tilburg 2002)" - 6:12
5. "Our farewell (live 014 Tilburg 2002)" - 5:28
6. "Mother earth (CD-Rom track & live Paris 2002)"

## Reedición 2003 maxisencillo
1. "Mother earth (versión sencillo)" - 4:02
2. "Jane Doe (unreleased bonustrack)" - 4:30
3. "Ice queen (live acoustic version)" - 3:47
4. "Never-ending story (live acoustic version)" - 4:16
5. "Mother earth (live at Lowlands 2002)" - 5:32

- Datos: Q2449256